# Rolando il Magnifico
Rolando Pallavicino detto il Magnifico (Polesine Parmense, 13 giugno 1393 – Busseto, 5 febbraio 1457) è stato un condottiero e politico italiano.

## Biografia
Era figlio naturale ed erede di Niccolò Pallavicino di Busseto, morto nel 1401, che nel 1391 aveva stipulato a nome della propria casata un patto di sottomissione a Gian Galeazzo Visconti. Rolando fu il creatore di quello che alla metà del Quattrocento era comunemente chiamato Stato Pallavicino.
Egli si mosse con abilità e spregiudicatezza nel complesso intrico di vicende politico-militari che ebbero luogo nell'area padana durante la prima metà del XV secolo, destreggiandosi tra i Visconti e le potenze loro avversarie, in primo luogo la Repubblica di Venezia.
Nel 1407 sposò Caterina Scotti (?-1468) di Agazzano, da quale ebbe numerosi figli.
Ottenne nel 1413 dall'imperatore Sigismondo del Lussemburgo la conferma dei privilegi che i precedenti imperatori avevano concesso alla sua casata, ma ebbe anche l'investitura delle terre e dei castelli da lui posseduti da parte dei duchi di Milano Filippo Maria Visconti e Francesco Sforza.

## Matrimonio e figli
il Marchese Rolando Pallavicino sposò la nobildonna Caterina Scotti di Agazzano, il quale la coppia ebbe i seguenti sette figli:
- Pallavicino Pallavicini (1426 - 1486), II Marchese di Busseto, ove sin da giovane venne avviato alla carriera militare al servizio del Duca di Milano Francesco Sforza, in seguito sposò la nobildonna Caterina Fieschi.
- Gian Lodovico I Pallavicino, (1425 - 1481), I Marchese di Cortemaggiore, anch'esso come il fratello Pallavicino in gioventù visse presso la corte degli Sforza a Milano, e successivamente intraprese la carriera militare, dapprima al servizio dei Francesi sotto il comando dl Gian Giacomo Trivulzio, e poi sotto gli stipendi dei Veneto sotto la suppervisione del Provveditore Domenico Contarini.
- Gianfrancesco I Pallavicino, (? - 1497), I Marchese di Zibello, anch'egli come in suoi fratelli si dimostro un fervente sostenitore degli Sforza di Milano, il quale per essi ricopri la carica di consigliere, e sul piano interno tentò di espandere ulteriormente i suoi territori entrando in conflitto con il Conte Pier Maria II de' Rossi, il quale quest'ultimo non intendeva sottostare ai soprusi del Marchese di Zibello.
- Giovan Manfredo Pallavicino, in seguito alla morte del Padre Ricevette dal Padre il feudo di Polesine del quale in seguito ne ricevette l'Investitura ufficiale nel 1477 dal Duca Gian Galeazzo Maria Sforza.
- Uberto Pallavicino, I Marchese di Tabiano.
- Niccolò Pallavicino, I Marchese di Varano de' Marchesi.
- Carlo Pallavicino, (? - 1º ottobre 1497), sin da giovane venne avviato alla carriera ecclesiastica, e 21 giugno 1456 fu nominato vescovo di Lodi.
- Maddalena (?-prima del 1471[1]), sposò Niccolò di Giovanni I Pico (1418-1448).
- Margherita, sposò il conte Giovanni Anguissola di Piacenza.[1]